# Eduard Reichardt
Eduard Reichardt (* 19. Oktober 1827 in Camburg (Saale); † Nacht 25. zum 26. Oktober 1891 in Jena) war ein deutscher Agrikulturchemiker.

## Leben und Wirken
Eduard wurde als Sohn des Gerichtsrates Heinrich Ernst Karl Reichardt (* 30. März 1787 in Schmölln; † 1. Oktober 1860 in Camburg/Saale) und dessen erster Frau Henriette Suderhoff (* 5. Juni 1797; † 4. Januar 1835 in Camburg), geboren. Reichardt absolvierte zunächst eine Lehrzeit als Apotheker und studierte seit 1850 Chemie und Pharmazie an der Universität Jena. Während seines Studiums wurde er im Wintersemester 1850/51 Mitglied der Burschenschaft Germania Jena. 1854 erhielt er eine Anstellung als Lehrer der Chemie an der Lehranstalt für Landwirte von Prof. Friedrich Gottlob Schulze, 1860 nach dessen Tod an der Großherzogl. Sächsischen Lehranstalt für Landwirte der Universität Jena (erst ab 1901 Landwirtschaftliches Institut). 1857 habilitierte er sich und 1862 wurde er zum außerordentlichen Professor ernannt. Bis zu seinem Tode hielt er an der Universität Jena Vorlesungen über Agrikulturchemie, technische Chemie und Pharmazie. Gleichzeitig leitete er die agrikulturchemische Abteilung der Landwirtschaftlichen Versuchsstation Jena. Hier führte er eine Vielzahl phytochemischer und physiologischer Experimente durch und wies unter anderem nach, dass Eisenoxide und Tonerde reichlich Kohlensäure absorbieren und wieder abgeben, wodurch Calciumcarbonat (kohlensaurer Kalk) und Magnesia sowie Calciumphosphat (phosphorsaurer Kalk) im Boden gelöst werden.
Bedeutungsvoll für die Landwirtschaft wurde seine 1860 in der Schriftenreihe der Kaiserlich Leopoldinische-Carolinischen Deutschen Akademie der Naturforscher (Leopoldina) veröffentlichte Abhandlung Das Steinsalzbergwerk Stassfurth bei Magdeburg. Diese auch als eigenständige Schrift erschienene Abhandlung war der entscheidende Impulsgeber für die alsbald beginnende großtechnische Gewinnung der Kalisalze und trug nachhaltig dazu bei, dass die Landwirte Kali- und auch andere Mineralsalze als Düngemittel verwendeten. Der Leopoldina gehörte Eduard Reichardt ab 1858 als Mitglied der Sektion Chemie an.
Ein Leitmotiv seiner Forschungstätigkeit war es, die Erkenntnisse der Naturwissenschaften in der Praxis des Landbaus anzuwenden. Diesem Ziel dienten mehrere eigenständige Schriften und eine Reihe von kleineren Abhandlungen. Als seine bedeutendste agrikulturchemische Veröffentlichung gilt das 1861 erschienene umfangreiche Werk Ackerbauchemie oder die Chemie in ihrer Anwendung auf Agrikultur.
Während der letzten zwanzig Jahre seines Lebens beschäftigte sich Reichardt überwiegend mit Fragen zur Verbesserung der Qualität des Trinkwassers. Während dieser Zeit entstand sein viermal aufgelegtes Buch Grundlagen zur Beurtheilung des Trinkwassers. Für viele Jahre gehörte Reichardt zu den führenden Autoritäten auf dem Gebiet der Trinkwasserversorgung. Für Bad Kohlgrub erstellte er 1872 ein Gutachten und empfahl den Ort aufgrund seines Klimas und seiner Moore als Kurort insbesondere für gesundheitsfördernde Moorbäder. Zeitweise redigierte Reichardt das Archiv der Pharmacie.
Reichardt verheiratete sich am 5. Oktober 1858 in Camburg mit Marie Arnoldt (* 19. Oktober 1833 in Camburg; † 28. Januar 1919 in Jena), die Tochter eines Rechtsanwalts in Camburg und dessen Frau Johann Justina Merkel. Die Ehe blieb kinderlos.

## Schriften
- Über die chemischen Bestandtheile der Chinarinden. Eine chemisch-physiologische Abhandlung. Gekrönte Preisschrift der Philosophischen Facultät zu Jena. Schwetschke, Braunschweig 1855.
- De plantarum partibus anorganicis. Dissertatio chemica und Habil.-Schrift zum Erreichen der venia legendi, Jena, 1856, 36 S.--
- Die Theorie der Wärme. Ein Versuch zur Klärung der Erscheinungen von Wärme, Licht und Electricität. Doebereiner, Jena 1857.
- Die chemischen Verbindungen der anorganischen Chemie, geordnet nach dem electro-chemischen Verhalten, mit Inbegriff der durch Formeln ausdrückbaren Mineralien. Enke, Erlangen 1858.
- Das Steinsalzbergwerk Stassfurth bei Magdeburg. In: Verhandlungen der Kaiserlich Leopoldinischen-Carolinischen Deutschen Akademie der Naturforscher Bd. 27, 1860. Zugl. als eigenständige Schrift bei Frommann, Jena 1860.
- Ackerbauchemie oder die Chemie in ihrer Anwendung auf Agricultur. Enke, Erlangen 1861.
- Desinfection und desinficierende Mittel. Enke, Erlangen 1867; 2. stark verm. u. umgearb. Aufl. Enke, Stuttgart 1881.
- Grundlagen zur Beurtheilung des Trinkwassers, zugleich mit Berücksichtigung seiner Brauchbarkeit für gewerbliche Zwecke. Für Behörden, Aerzte, Apotheker, Techniker. Doebereiner, Jena 1869; 2. verm. Aufl. Mauke, Jena 1872; 3. sehr verm. Aufl. ebd. 1875; 4. sehr verm. u. erg. Aufl. Buchhandlung des Waisenhauses, Halle 1880.
  - 3. Aufl. - Jena : Mauke, 1875. Digitalisierte Ausgabe der Universitäts- und Landesbibliothek Düsseldorf
  - 4., sehr verm. u. erg. Aufl. Buchh. d. Waisenhauses, Halle 1880 Digitalisierte Ausgabe
- Beiträge zu Albert Eulenburgs Real-Encyclopädie der gesammten Heilkunde. Erste Auflage.
  - Band 14 (1883) (Digitalisat), S. 604–614: Wasser